# Santa Perpètua de Mogoda (kommunhuvudort)
Santa Perpètua de Mogoda är en kommunhuvudort i Spanien.   Den ligger i provinsen Província de Barcelona och regionen Katalonien, i den östra delen av landet, 500 km öster om huvudstaden Madrid. Santa Perpètua de Mogoda ligger 70 meter över havet och antalet invånare är 25 048.
Terrängen runt Santa Perpètua de Mogoda är varierad. Santa Perpètua de Mogoda ligger nere i en dal.  Närmaste större samhälle är Barcelona, 16,2 km söder om Santa Perpètua de Mogoda. Runt Santa Perpètua de Mogoda är det i huvudsak tätbebyggt.